# Sabrina Maneca-Voinea
Sabrina Maneca-Voinea (Costanza, 4 giugno 2007) è una ginnasta rumena, medaglia di bronzo al corpo libero agli Europei del 2023.
Ha vinto due argenti al corpo libero e alla trave agli Europei di Rimini del 2024.